# Andreas Reckwitz
Andreas Reckwitz (né le 18 mars 1970 à Witten) est un sociologue et théoricien de la culture allemand. Il est professeur à l'Institut des sciences sociales de l'Université Humboldt de Berlin.

## Biographie
Andreas Reckwitz a étudié la sociologie, les sciences politiques et la philosophie à l'Université de Bonn, à l'Université de Hambourg et à Cambridge. Il a obtenu son diplôme à Cambridge en 1994, sous la supervision d'Anthony Giddens. En 1999, il a obtenu son doctorat (Dr. phil.) à l'Université de Hambourg. De 2001 à 2005, il a travaillé comme professeur assistant à la faculté de sociologie de cette université. En 2005, il est devenu professeur de sociologie et de sociologie de la culture à l'Université de Konstanz. En 2010, il a été nommé professeur de sociologie de la culture à l'Université européenne Viadrina à Francfort-sur-l'Oder. En 2020, il rejoint l'Université Humboldt de Berlin en tant que professeur de sociologie et de sociologie de la culture.
Reckwitz est l'un des défenseurs les plus en vue de la théorie de la pratique sociale et a contribué à son développement en tant que théorie sociale et culturelle globale. Cette approche sert de base à ses travaux sur la subjectivation, la créativité et la singularisation de la vie sociale.
En 2017, il publie un ouvrage marquant sur la structure de la société contemporaine tardive, Die Gesellschaft der Singularitäten. Zum Strukturwandel der Moderne (La société des singularités : Sur le changement structurel de la modernité), qui a été traduit en anglais en 2020 sous le titre The Society of Singularities. Dans cet ouvrage, Reckwitz analyse comment l'économie, le travail, la technologie de l'information, les modes de vie, les classes sociales et la politique suivent un système qui valorise la singularité et dévalorise la non-singularité.
Il a également rédigé plusieurs articles pour le journal Die Zeit et a été interviewé à plusieurs reprises à la radio nationale allemande Deutschlandfunk Kultur pour discuter des tendances socioculturelles et politiques actuelles dans les sociétés occidentales,,.
En 2019, Andreas Reckwitz a reçu le prestigieux Prix Gottfried Wilhelm Leibniz décerné par la Fondation allemande pour la recherche (DFG).

## Travaux et domaines de recherche

### La transformation des théories culturelles
Dans son livre publié en 2000, issu de sa thèse de doctorat, Reckwitz expose les « théories culturelles » comme une forme explicative autonome de la théorie sociologique. Il part d'une distinction entre quatre concepts de culture (normatif, holistique, théorique de la différenciation, orienté vers les significations) et s'appuie sur le concept de culture orientée vers les significations. Il contraste les théories culturelles avec les explications de l'action basées sur le utilitarisme et les normes : les théories culturelles expliquent l'action par la référence à des ordres de connaissance. 
Contrairement aux théories utilitaristes de l'action, les théories culturelles postulent que l'action n'est pas motivée uniquement par des intérêts individuels ou des normes, mais par des ordres cognitifs et symboliques qui structurent la manière dont les individus perçoivent le monde.
Reckwitz poursuit en détail deux courants des théories culturelles dans les sciences sociales, l'un phénoménologique-interprétatif (Schütz, Goffman, Geertz, Taylor) et l'autre structuraliste (Lévi-Strauss, Bourdieu). Le premier est de nature subjectiviste, le second est objectiviste. Il identifie la « théorie des pratiques » ou praxeologie comme une synthèse entre les deux, dépassant à la fois le mentalisme (localisation de la culture dans l'esprit) et le textualisme (localisation de la culture dans les discours).
La théorie des pratiques permet de dépasser la dichotomie entre le subjectivisme des approches interprétatives et l'objectivisme des approches structuralistes, en proposant une vision où les pratiques sociales sont à la fois porteuses de significations et structurées par des schémas récurrents d'actions corporelles et matérielles.

### Le sujet hybride
Reckwitz élabore une sociologie historique des formes de subjectivation qui ont marqué la modernité depuis le XVIIIe siècle. Il cherche à identifier les « cultures subjectives » hégémoniques dans trois domaines : le travail, les relations personnelles et les technologies du soi. Trois cultures subjectives se succèdent historiquement : le sujet bourgeois des XVIIIe et XIXe siècles, le sujet employé de la société industrielle moderne et le sujet postmoderne (après 1980). Chacune de ces cultures est contradictoire et instable : le sujet bourgeois (moralité et autonomie), le sujet employé (orientation sociale et esthétique), et le sujet postmoderne (créativité et entrepreneuriat). Reckwitz met en lumière le rôle des contre-mouvements culturels et esthétiques dans ces changements, comme la romantique, les avant-gardes et la contre-culture.
Les contre-mouvements culturels, tels que le romantisme, les avant-gardes artistiques ou encore la contre-culture des années 1960, ont joué un rôle déterminant dans la transformation des formes de subjectivation, en offrant des alternatives aux modèles dominants.

### L'invention de la créativité
Dans son livre publié en 2012, Reckwitz explore comment la créativité est devenue une attente sociale dominante dans la société tardive moderne. Il part de l'émergence d'un dispositif de créativité centré sur un « régime du nouveau », spécifiquement esthétique. Ce dispositif implique une constellation de producteurs et de publics qui définissent ce qui est nouveau. 
La créativité n'est plus seulement un attribut exceptionnel réservé aux artistes ; elle est devenue une norme sociale généralisée dans la société tardive moderne. Être créatif signifie désormais participer à la production du nouveau, que ce soit dans les arts, l'économie ou la vie quotidienne.
Reckwitz montre comment le domaine de l'art a servi de modèle pour ce dispositif. Le développement du champ artistique, les discours du management, les industries créatives, le système des stars médiatiques, et les transformations en psychologie et dans l'urbanisme ont tous contribué à la formation de ce dispositif de créativité. 
Le champ artistique a joué un rôle prépondérant dans la diffusion du régime de créativité. Ce sont les pratiques artistiques, avec leur quête constante de nouveauté, qui ont inspiré d'autres domaines à adopter une logique similaire d'innovation et de singularité.
Il met également en lumière les tensions inhérentes à cette culture de l'attente créative.
Si la créativité est aujourd'hui une attente généralisée, elle génère en parallèle des tensions : les individus se retrouvent pris dans une course incessante à l'innovation, ce qui peut aboutir à une forme de pression psychologique et à une quête de reconnaissance jamais pleinement satisfaite.

### La société des singularités
Reckwitz analyse la structure de la société occidentale du XXIe siècle à travers les domaines de l'économie, du travail, des technologies numériques, des styles de vie/classes et de la politique .
La production culturelle est passée d'une logique de standardisation à une logique de singularisation, où la production d'unicité et de différence est devenue un objectif central.
Il identifie une « logique sociale de singularisation » dans la société contemporaine, un système qui valorise l'individualité et dévalorise ce qui n'est pas singulier. Reckwitz attribue cette singularisation à des facteurs économiques (capitalisme post-industriel), technologiques (numérisation comme machine culturelle) et socioculturels (nouvelle classe moyenne comme milieu dominant). 
La singularité devient une valeur clé dans une société qui valorise l'individualité, où les biens, les services, et même les personnes doivent se démarquer par des qualités uniques. Ce phénomène s'étend à la culture, à l'économie, mais aussi à la vie sociale, où chaque individu cherche à affirmer sa particularité.
Il conclut que cette singularisation conduit à une polarisation sociale, marquée par des conflits de valorisation et de dévalorisation, qui sont selon lui caractéristiques de la société occidentale du XXIe siècle.
La polarisation sociale que l'on observe aujourd'hui est en grande partie liée à la concurrence pour la reconnaissance de la singularité. Cette lutte pour la reconnaissance produit des inégalités profondes, où ceux qui ne parviennent pas à se singulariser se trouvent dévalorisés.

### La fin des illusions
Dans son ouvrage de 2019 Das Ende der Illusionen, Reckwitz poursuit sa réflexion amorcée dans Die Gesellschaft der Singularitäten. Le livre est composé de cinq essais qui analysent les conséquences du passage de la modernité industrielle à la société post-industrielle des singularités.

Il aborde les dynamiques entre hyperculture et essentialisme culturel dans la culture tardive moderne, l'émergence d'une société à trois classes, et les asymétries du capitalisme cognitif. 
Nous vivons dans une époque où la culture est à la fois hyper-culturelle, avec un flux constant de créations et de différenciations, et essentialiste, où des identités culturelles fixes sont réaffirmées face à l'incertitude du monde moderne.
Les derniers essais examinent la spirale de désillusion liée à l'auto-commercialisation et à l'auto-réalisation des individus, ainsi que les limites du libéralisme apertiste comme paradigme politique.
L'idéal d'auto-réalisation dans la société des singularités finit par générer une spirale de désillusion, car la quête incessante de reconnaissance et de singularité devient un fardeau insupportable pour les individus.
Il propose en conclusion un modèle de « libéralisme encastré », inspiré de Karl Polanyi, qui vise à réinsérer les dynamiques économiques, culturelles et politiques dans des cadres sociaux collectifs.
Face aux limites du libéralisme apertiste, il est nécessaire de réinsérer les dynamiques économiques et culturelles dans des cadres sociaux plus larges, afin de créer un équilibre entre liberté individuelle et solidarité collective.

## Publications sélectionnées
- The Society of Singularities. Polity, Cambridge 2020. Traduit de Die Gesellschaft der Singularitäten. Zum Strukturwandel der Moderne. Suhrkamp, Berlin 2017,  (ISBN 978-3-518-58706-5)
- The End of Illusions: Politics, Economics and Culture in Late Modernity. Polity, Cambridge 2021. Traduit de Das Ende der Illusionen. Politik, Ökonomie und Kultur in der Spätmoderne. Suhrkamp, Berlin 2019.  (ISBN 978-3-518-12735-3)
- Kreativität und soziale Praxis. Studien zur Sozial- und Gesellschaftstheorie. transcript, Bielefeld 2016,  (ISBN 978-3-8376-3345-0) (articles rassemblés).
- The Invention of Creativity. Modern Society and the Culture of the New. Polity, Cambridge 2017,  (ISBN 978-0-7456-9703-1). Traduit de Die Erfindung der Kreativität. Zum Prozess gesellschaftlicher Ästhetisierung. Suhrkamp, Berlin 2012,  (ISBN 978-3-518-29595-3).
- Unscharfe Grenzen. Perspektiven der Kultursoziologie. transcript, Bielefeld 2008,  (ISBN 978-3-89942-917-6).
- Subjekt. transcript, Bielefeld 2008,  (ISBN 978-3-89942-570-3).
- Das hybride Subjekt. Eine Theorie der Subjektkulturen von der bürgerlichen Moderne zur Postmoderne. Velbrück Wissenschaft, Weilerswist 2006,  (ISBN 3-938808-07-1) (habilitation).
- Die Transformation der Kulturtheorien. Zur Entwicklung eines Theorieprogramms. Velbrück Wissenschaft, Weilerswist 2000,  (ISBN 3-934730-15-9).
- Struktur. Zur sozialwissenschaftlichen Analyse von Regeln und Regelmäßigkeiten. Westdeutscher Verlag, Opladen/ Wiesbaden 1997,  (ISBN 3-531-13000-5).

## En tant qu'éditeur
- avec Sophia Prinz et Hilmar Schäfer : Ästhetik und Gesellschaft. Suhrkamp, Berlin 2015,  (ISBN 978-3-518-29718-6).
- avec Stephan Moebius : Poststrukturalistische Sozialwissenschaften. Suhrkamp, Francfort-sur-le-Main 2008,  (ISBN 978-3-518-29469-7).
- avec Thorsten Bonacker : Kulturen der Moderne. Soziologische Perspektiven der Gegenwart. Campus Verlag, Francfort-sur-le-Main/ New York 2007,  (ISBN 978-3-593-38354-5).
- avec Holger Sievert : Interpretation, Konstruktion, Kultur. Ein Paradigmenwechsel in den Sozialwissenschaften. Westdeutscher Verlag, Opladen/ Wiesbaden 1999,  (ISBN 3-531-13309-8).